# Teatrul Național „Lucian Blaga” Cluj-Napoca (companie)
Teatrul Național „Lucian Blaga“ Cluj-Napoca este o companie de teatru activă din Cluj. Trupa este găzduită de clădirea Teatrului Național din Cluj.

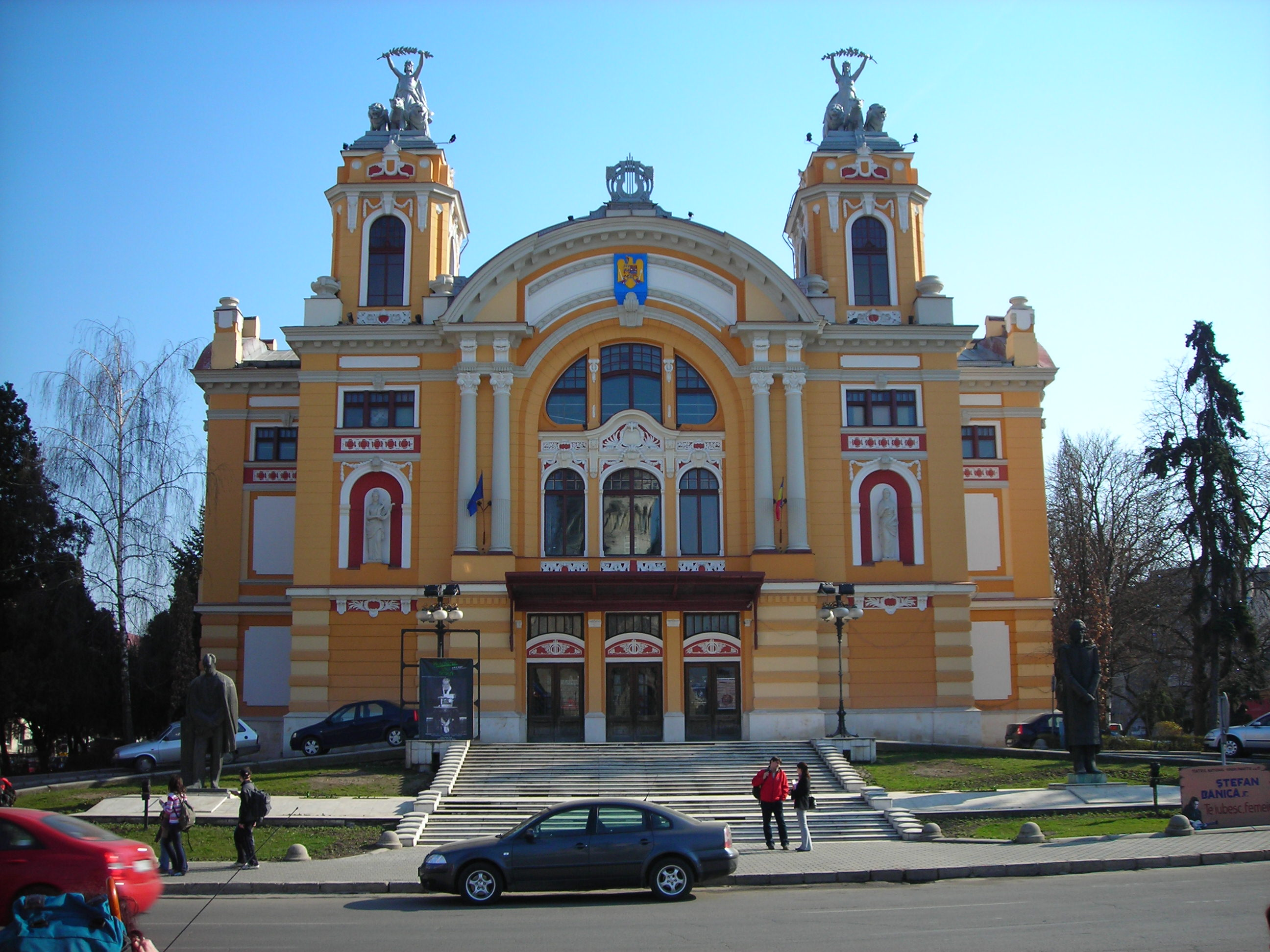
Clădirea Teatrului Național din Cluj

## Istoric
Formată în urma Unirii Transilvaniei cu România în 1918 sub numele de Teatrul Național, compania se demarcă prin faptul că este prima companie de teatru de limbă română din Cluj. Data înființării companiei se consideră a fi 14 mai 1919 când Tiberiu Brediceanu i-a cerut lui Onisifor Ghibu să preia edificiul teatrului în numele Consiliului Dirigent Român. Cu toate acestea, primul director al companiei, în persoana lui Zaharia Bârsan, nu a fost numit decât la 18 septembrie 1919. În fine, dacă prima reprezentație în limba română în clădirea Teatrului Național din Cluj a avut loc la 14 mai 1919, primul spectacol al companiei Teatrul Național din Cluj a avut loc la 1 decembrie 1919, marcând un an de la Marea Unire. Cu acest prilej, s-au jucat piesele Poemul Unirii și Se face ziuă, ambele de Zaharia Bârsan. În 2 decembrie 1919 a fost reprezentată întâia premieră a primei stagiuni, drama Ovidiu de Vasile Alecsandri, cu același Zaharia Bârsan în rolul titular.

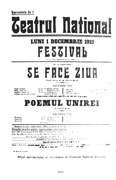
Reclama primului spectacol românesc, decembrie 1919.

După Dictatul de la Viena, din 1940, Teatrul și Opera se mută la Timișoara, revenind la Cluj în 1945.
De-a lungul timpului, Teatrul Național din Cluj s-a impus ca unul dintre principalii promotori ai culturii române din Transilvania. Întreaga operă dramatică a lui Lucian Blaga a fost jucată aici în premieră absolută. Denumirea sa actuală, aleasă dupa Revoluția din 1989, este Teatrul Național „Lucian Blaga”.

## Coordonatele de contact
- sediul: Cluj-Napoca, P-ța Ștefan cel Mare, nr. 2-4
- număr de telefon / fax: 0264/592628
- adresa de e-mail: secretariat@teatrulnationalcluj.ro
- adresa paginii de Internet: www.teatrulnationalcluj.ro